# Osnić
Osnić (en serbe cyrillique : Оснић) est une localité de Serbie située dans la municipalité de Boljevac, district de Zaječar. Au recensement de 2011, elle comptait 1 061 habitants.
Osnić est officiellement classé parmi les villages de Serbie.

## Démographie

### Évolution historique de la population
| 1948  | 1953  | 1961  | 1971  | 1981  | 1991  | 2002  | 2011  |
| ----- | ----- | ----- | ----- | ----- | ----- | ----- | ----- |
| 2 212 | 2 252 | 2 190 | 2 107 | 1 985 | 1 688 | 1 340 | 1 061 |

|  |